# Incertogaster
Incertogaster (лат.) — ископаемый род мурвьёв из подсемейства мирмицины. Включает три вида, ранее входивших в состав рода Crematogaster. Возраст находок 11—47 млн лет (миоцен — эоцен).

## Описание
Ископаемые муравьи. Размеры мелкие, длина самца †Incertogaster primitiva 3,4 мм (усики самцов 13-члениковые), матка †In. aurora имеет длину около 1 см. Возраст находок 11—47 млн лет. Они обнаружены в различных местонахождениях от Европы до Северной Америки. Вид † Incertogaster aurora найден в формации Kishenehn (47,8-41,3 млн лет; США, Монтана). Вид †In. praecursor обнаружен в эоценовом ровенском янтаре (38,0—33,9 млн лет; Украина). Таксон †Incertogaster primitiva найден в миоценовом сицилийском янтаре (11,6—5,3 млн лет; Италия) и обозначен в качестве типового вида.

## Классификация
Включает три ископаемых вида, ранее входивших в состав рода Crematogaster. В 2024 году их выделили в отдельный род †Incertogaster Boudinot, 2024, размещённый как incertae sedis в составе Myrmicinae.
- †Incertogaster aurora (LaPolla & Greenwalt, 2015)[2]
  - †Crematogaster aurora
- †Incertogaster praecursor (Emery, 1891)[3]
  - †Crematogaster praecursor
- †Incertogaster primitiva (Radchenko & Dlussky, 2019)[4]typus
  - †Crematogaster primitiva